# Гаррістон (Вірджинія)
Гаррістон (англ. Harriston) — переписна місцевість (CDP) в США, в окрузі Огаста штату Вірджинія. Населення — 948 осіб (2020).

## Географія
Гаррістон розташований за координатами 38°12′41″ пн. ш. 78°49′45″ зх. д. / 38.21139° пн. ш. 78.82917° зх. д. (38.211315, -78.829232).  За даними Бюро перепису населення США в 2010 році переписна місцевість мала площу 4,15 км², з яких 4,08 км² — суходіл та 0,06 км² — водойми.

## Демографія
Згідно з переписом 2010 року, у переписній місцевості мешкало 909 осіб у 335 домогосподарствах у складі 248 родин. Густота населення становила 219 осіб/км².  Було 369 помешкань (89/км²).
Расовий склад населення:
| - 91,1 % — білих - 3,5 % — чорних або афроамериканців - 0,4 % — азіатів - 0,3 % — корінних американців - 2,3 % — осіб інших рас |

До двох чи більше рас належало 2,3 %. Частка іспаномовних становила 4,6 % від усіх жителів.
За віковим діапазоном населення розподілялося таким чином: 28,8 % — особи молодші 18 років, 64,0 % — особи у віці 18—64 років, 7,2 % — особи у віці 65 років та старші. Медіана віку мешканця становила 35,6 року. На 100 осіб жіночої статі у переписній місцевості припадало 100,7 чоловіків;  на 100 жінок у віці від 18 років та старших — 93,7 чоловіків також старших 18 років.
Середній дохід на одне домашнє господарство  становив 55 849 доларів США (медіана — 46 794), а середній дохід на одну сім'ю — 61 716 доларів (медіана — 59 792). За межею бідності перебувало 3,2 % осіб, у тому числі 0,0 % дітей у віці до 18 років та 0,0 % осіб у віці 65 років та старших.
Цивільне працевлаштоване населення становило 627 осіб. Основні галузі зайнятості: освіта, охорона здоров'я та соціальна допомога — 30,8 %, виробництво — 17,5 %, роздрібна торгівля — 14,7 %.